# Hamarøya
Die Hamarøya (norwegisch für Hammerinsel) ist ein 1975 m hoher, isolierter und unvereister Berg im ostantarktischen Königin-Maud-Land. Im Mühlig-Hofmann-Gebirge ragt er inmitten der Mündung des Vestre Skorvebreen auf. 
Norwegische Kartographen benannten den Berg und kartierten ihn anhand von Luftaufnahmen und Vermessungen der Dritten Norwegischen Antarktisexpedition (1956–1960).